# Shaws
Shaws is een Ierse warenhuisketen. Anno 2023 heeft de onderneming, die nog steeds in handen is van de familie Shaw, 15 filialen in Ierland en biedt werk aan bijna 700 medewerkers.

## Geschiedenis
In 1864 begon Henry Shaw een kleine textielwinkel in Mountmellick. De zaak breidde snel uit onder de leiding van Henry en zijn vrouw Annie. Rond 1900 had de onderneming twee panden in gebruik en was klaar voor een verdere groei. Het bedrijf breidde vanaf dat moment uit in het binnenland onder leiding van William Henry Shaw en later onder leiding Samuel Shaw. Er werden winkels geopend in Athy, Waterford en Carlow. Een periode van snelle expansie in de daaropvolgende decennia bracht de populaire slogan ‘Shaws Almost Nationwide’ voort. In 2016 werd de meest recente winkel geopend in Mullingar.
Naarmate het bedrijf groeide nam ook het assortiment in de breedte en diepte toe. Anno 2023 biedt het warenhuis onder meer dames-, heren en kinderkleding, schoenen, mode-accessoires, cosmetica, huishoudelijke apparaten, geschenkartikelen. In 2020 lanceerde het bedrijf een webshop.
In 2022 maakte het bedrijf een omzet van € 68 miljoen en had een winst voor belasting van € 2,5 miljoen.